# Sollner Weiher
Der Sollner Weiher ist ein Weiher in München. Er liegt in Solln, einem Münchner Stadtteil im Sünden der Stadt, auf einer Höhe von 573 m ü. NHN. Das abflusslose Stillgewässer ist etwa 50 Meter lang und 17 Meter breit und hat eine Fläche von etwa 700 Quadratmetern.
Der Weiher diente ursprünglich als Löschwasserspeicher. Mittlerweile wird er als Biotop aufrechterhalten, weil dort vom Aussterben bedrohte Tierarten vorkommen, u. a. die Große Teichmuschel. Als der Weiher 2021 umzukippen drohte, wurde er von der Freiwilligen Feuerwehr mit frischem Wasser befüllt.